# Inoue Dōsetsu Inseki
Inoue Dōsetsu Inseki (井上 道節因碩, 1646 - 7 décembre 1719), né Kuwahara Dosetsu, est un joueur de go japonais.
Quatrième chef de la maison Inoue de 1692 à sa mort, il devint meijin et  go-dokoro en 1710. Il est aussi célèbre pour avoir compilé le Igo Hatsuyōron en 1713.
Parmi ses disciples figure Aihara Kaseki.
Après la mort de Dōsaku, Dōsetsu prit soin du jeune Dōchi, comme il en avait fait la promesse, cependant il ne le laissa pas concourir pour le titre de go-dokoro durant une dizaine d'années.